# Wat Ratchaburana (Bangkok)

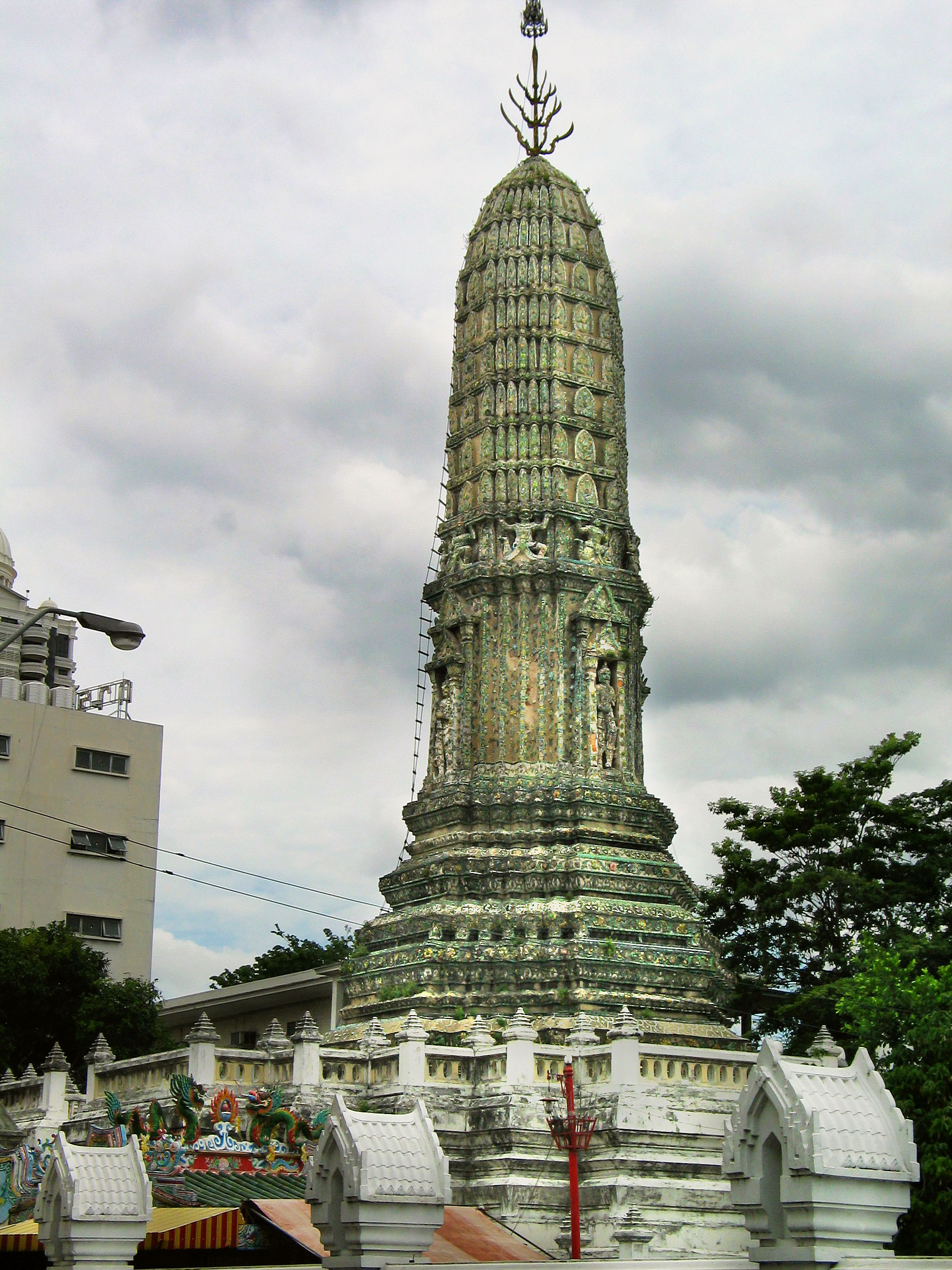
Prang des Wat Ratchaburana

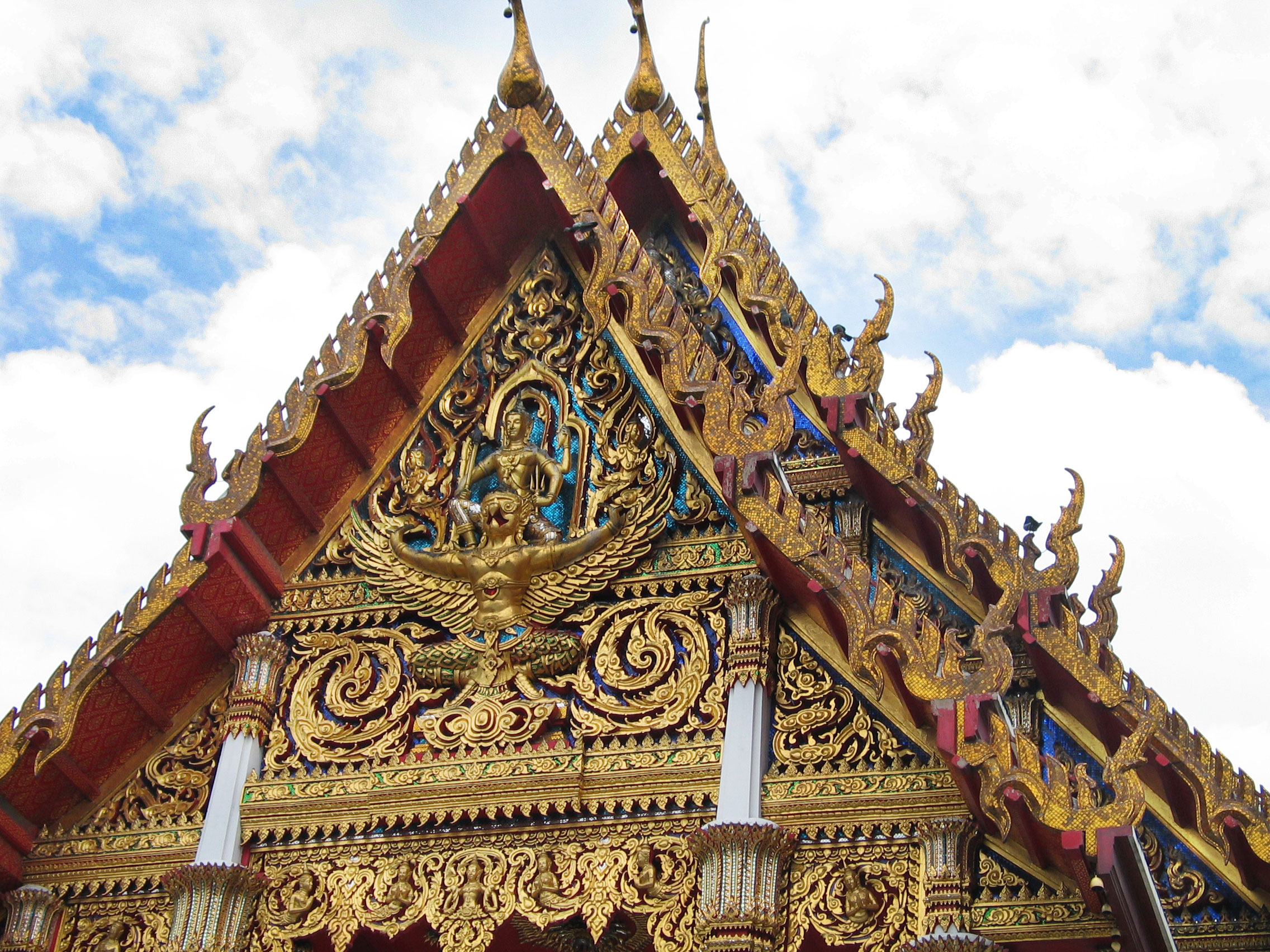
Tympanon des Ubosot mit Vishnu auf Garuda

Wat Ratchaburana Ratchaworawihan (Thai: วัดราชบุรณราชวรวิหาร) ist ein buddhistischer Tempel (Wat) am südlichen Ende der so genannten Rattanakosin-Insel im Bezirk Phra Nakhon in Bangkok, Thailand.

## Geschichte
Wat Ratchaburana wurde bereits in der späten Ayutthaya-Periode erbaut. Sein Name war zunächst „Wat Liab“ (Thai: วัดเลียบ), da er von einem chinesischen Kaufmann namens Liab erbaut worden war. Während der Thonburi-Periode (1767–1782) war hier der Sitz des obersten Mönchspatriarchen des thailändischen Sangha. Nach der Gründung Bangkoks 1782 durch König Phutthayotfa, der später Rama I. genannt wurde, wurde der Tempel zunächst von Chaofa Krommaluang, einem Enkel von König Phutthayotfa restauriert. Danach bekam er seinen heutigen Namen Wat Ratchaburana Ratchaworawihan und wurde in den Rang eines „Königlichen Tempels Zweiter Klasse“ erhoben.
In der Regierungszeit von König Phra Phutthaloetla (Rama II.) wurden 162 Buddha-Statuen, die 1767 die Zerstörung der alten Hauptstadt Ayutthaya durch die Burmesen „überlebt“ hatten, aus dem ganzen Land in diesen Tempel gebracht. Für 80 besondere Statuen wurde ein neuer Wihan erbaut.
Weil der Tempel neben dem Wat-Liab-Umspannwerk („Wat Liab Power Plant“) lag, wurde er durch Luftangriffe während des Zweiten Weltkrieges so stark beschädigt, dass er aus der Liste der königlichen Tempel gestrichen wurde. Später jedoch schaffte es der Abt Phra Khuna Charawat mit Hilfe der in der Umgebung wohnenden Bevölkerung, den Tempel wieder aufzubauen. Der heutige Ubosot wurde 1960 erbaut, der alte Prang aus der Ayutthaya-Zeit wurde 1962 restauriert.

## Bedeutung
Dieser etwas abseits gelegene Tempel erhält seine Bedeutung durch den bekannten Maler Khrua In Khong. Er wurde in Bang Chan in der Provinz Phetchaburi geboren, ordinierte im Wat Ratchaburana und blieb sein Leben lang ein Mönch in diesem Tempel. Zu seinen bekanntesten Werken zählen die Wandmalereien im Ubosot des Wat Bowonniwet. 
Die Schule des Wat Ratchaburana wurde von bedeutenden Persönlichkeiten besucht, wie zum Beispiel Phraya Manopakorn Nititada, dem ersten Premier von Thailand.